# Cleptometopus cameroni
Cleptometopus cameroni là một loài bọ cánh cứng trong họ Cerambycidae.